# Marius Mercator
Marius Mercator (390 körül – 451 után nem sokkal) ókeresztény író.

## Élete
Valószínűleg Afrikában született, 418-ban már biztosan Rómában volt. 429 körül egy trákiai kolostorban élt, ekkor írta Commonitoriumát, amelyet a konstantinápolyi egyházi körök mellett a császári udvarnak is elküldött. A pelagianizmus és a nesztorianizmus ellen készült kis terjedelmű művek latin nyelvű fordításait saját kolostora lakóinak oktatására készítette, és 431 után nem sokkal fejezhette be őket. Teológusként Szent Ágoston és Alexandriai Szent Cirill hatása alatt áll. Életének további története nem ismert.

## Művei
- két írás a pelágiánusok ellen – Szent Ágostonnak küldte a 418-ban, Rómában megjelent két művet, amelyek azonban később elvesztek
- Commonitorium super nomine Caelestii – 429-ben görögül, 431-ben latinul megjelent irat a pelágiánusok ellen
- Commonitorium Pelagius, Caelestius, és Julianus ellen
- Nesztoriosznak a pelágiánusok ellen írt 4 görög nyelvű prédikációjának latin fordítása
- Nesztoriosz Caelestinushoz írt levelének fordítása
- Refutatio symboli Theodori Mopsuesteni
- Comparatio dogmatum Pauli Samosateni et Nestorii
- Nesztoriosz 5 prédikációjának fordítása a Theotokosról
- egy Alexandriai Szent Cirill és Nesztoriosz közötti levélváltás fordítása
- Cirillnek Nestorius irataiból készült kivonatának fordítása

Mercator írásait egyéb okiratokkal együtt valószínűleg 500 és 519 között egy szkíta szerzetes rendezte az úgynevezett Collectio Palatina nevű gyűjteménybe.